# Landkreis Berchtesgadener Land
Landkreis Berchtesgadener Land – powiat w Niemczech, w kraju związkowym Bawaria, w rejencji Górna Bawaria, w regionie Südostoberbayern. Należy do Euroregionu Salzburg – Berchtesgadener Land – Traunstein. Część północna jest pagórkowata, południowa leży w Alpach Bawarskich. Część wschodniej granicy stanowi rzeka Salzach.
Siedzibą powiatu jest miasto Bad Reichenhall.

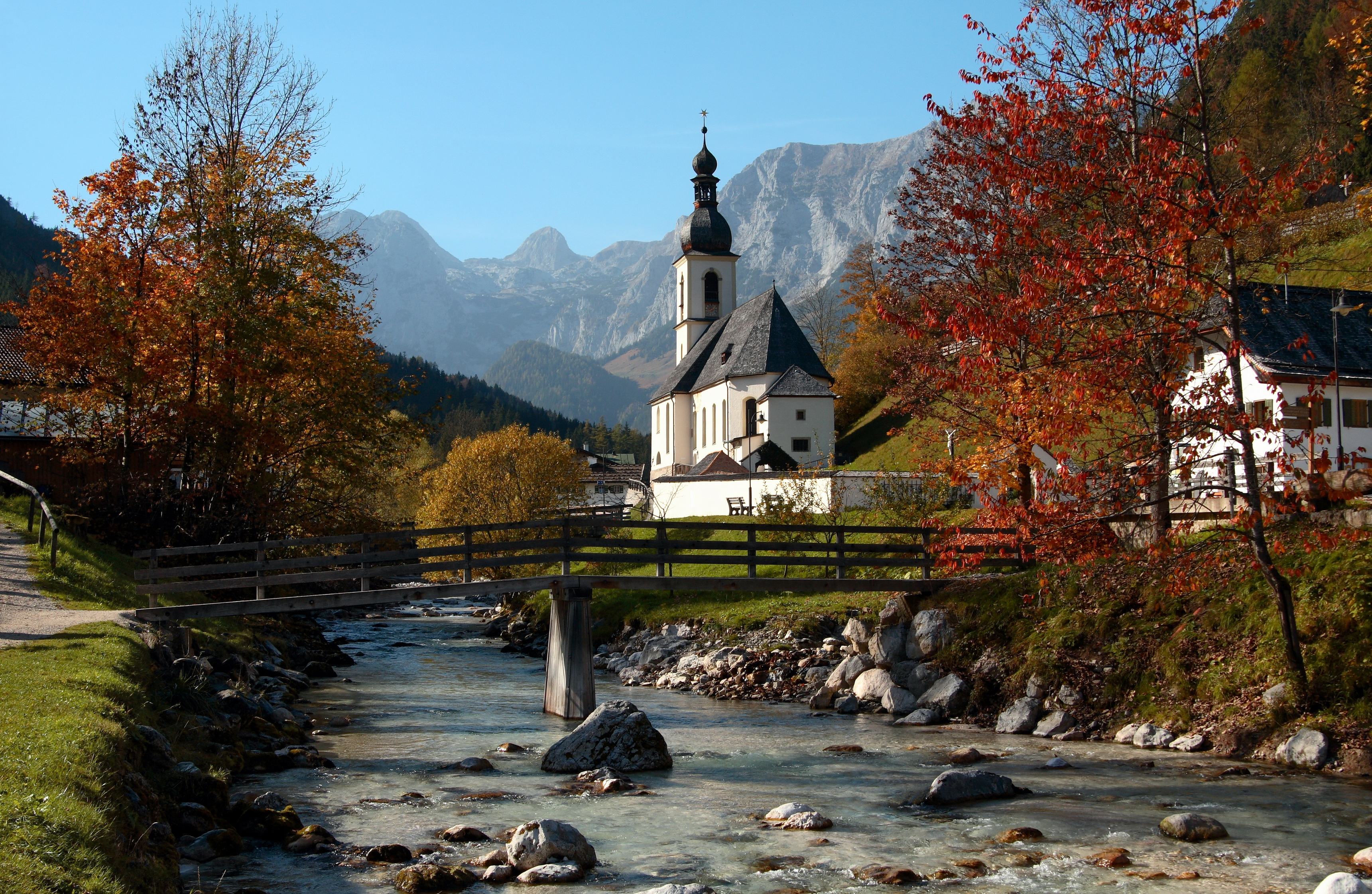
Kościół św. Sebastiana (St.Sebastian) w Ramsau bei Berchtesgaden

## Podział administracyjny
W skład powiatu wchodzą:
- trzy gminy miejskie (Stadt)
- trzy gminy targowe (Markt)
- dziewięć gmin wiejskich (Gemeinde)
- dwa obszary wolne administracyjnie (gemeindefreies Gebiet)

Miasta:
| Lp. | Nazwa miasta    | Ludność (31.12.2011) | Powierzchnia km² |
| --- | --------------- | -------------------- | ---------------- |
| 1   | Bad Reichenhall | 17.513               | 42,04            |
| 2   | Freilassing     | 16.087               | 17,79            |
| 3   | Laufen          | 6.629                | 35,31            |

Gminy targowe:
| Lp. | Nazwa gminy targowej | Ludność (31.12.2011) | Powierzchnia km² |
| --- | -------------------- | -------------------- | ---------------- |
| 1   | Berchtesgaden        | 7.713                | 35,61            |
| 2   | Marktschellenberg    | 1.803                | 17,66            |
| 3   | Teisendorf           | 9.216                | 86,77            |

Gminy wiejskie:
| Lp. | Nazwa gminy              | Ludność (31.12.2011) | Powierzchnia km² |
| --- | ------------------------ | -------------------- | ---------------- |
| 1   | Ainring                  | 9.871                | 32,97            |
| 2   | Anger                    | 4.352                | 45,91            |
| 3   | Bayerisch Gmain          | 3.102                | 11,40            |
| 4   | Bischofswiesen           | 7.596                | 62,14            |
| 5   | Piding                   | 5.260                | 17,55            |
| 6   | Ramsau bei Berchtesgaden | 1.816                | 129,18           |
| 7   | Saaldorf-Surheim         | 5.265                | 39,09            |
| 8   | Schneizlreuth            | 1.432                | 107,28           |
| 9   | Schönau am Königssee     | 5.339                | 131,68           |

Obszary wolne administracyjnie:
| Lp. | Nazwa obszaru        | Ludność (31.12.2011) | Powierzchnia km² |
| --- | -------------------- | -------------------- | ---------------- |
| 1   | Eck                  | niezamieszkany       | 12,60            |
| 2   | Schellenberger Forst | niezamieszkany       | 17,01            |

## Polityka

### Landrat
- 1972 – 1978: Rudolf Müller (CSU)
- 1978 – 1984: Andreas Birnbacher (CSU)
- 1984 – 2002: Martin Seidl (CSU)
- 2002 – 2020: Georg Gabner (CSU)
- od 2020: Bernhard Kern (CSU)

### Kreistag
|                          |                          | 2002   | 2002    | 2002   | 2008   | 2008   | 2008   |
| miejsca                  | %                        | głosy  | miejsca | %      | głosy  |        |        |
| ------------------------ | ------------------------ | ------ | ------- | ------ | ------ | ------ | ------ |
|                          | CSU                      | 30     | 49,9%   | 22 878 | 28     | 45,5%  | 19 729 |
|                          | SPD                      | 9      | 14,8%   | 6778   | 9      | 14,4%  | 6265   |
|                          | Zieloni                  | 6      | 9,5%    | 4337   | 7      | 12,1%  | 5267   |
|                          | FWG                      | 13     | 21,2%   | 9720   | 13     | 20,6%  | 8933   |
|                          | REP                      | 1      | 2,3%    | 1062   | 1      | 3,1%   | 1325   |
|                          | ödp                      | –      | –       | –      | 1      | 2,3%   | 984    |
|                          | FDP                      | 1      | 2,4%    | 1084   | 1      | 2,0%   | 877    |
|                          |                          | 60     | 100%    | 47 751 | 60     | 100%   | 43 380 |
| uprawnieni do głosowania | uprawnieni do głosowania | 77 800 | 77 800  | 77 800 | 80 529 | 80 529 | 80 529 |
| głosy ważne              | głosy ważne              | 47 751 | 47 751  | 47 751 | 43 380 | 43 380 | 43 380 |
| głosy nieważne           | głosy nieważne           | 1892   | 1892    | 1892   | 2059   | 2059   | 2059   |
| frekwencja               | frekwencja               | 61,4%  | 61,4%   | 61,4%  | 56,4%  | 56,4%  | 56,4%  |